# Sauce Café de Paris
 (avril 2023).
Pour les articles homonymes, voir Café de Paris.
La sauce Café de Paris est une sauce à base de beurre, généralement servie avec une viande grillée, traditionnellement avec une entrecôte : l'entrecôte Café de Paris. Elle tire son nom d'une brasserie genevoise, le Café de Paris.

## Histoire

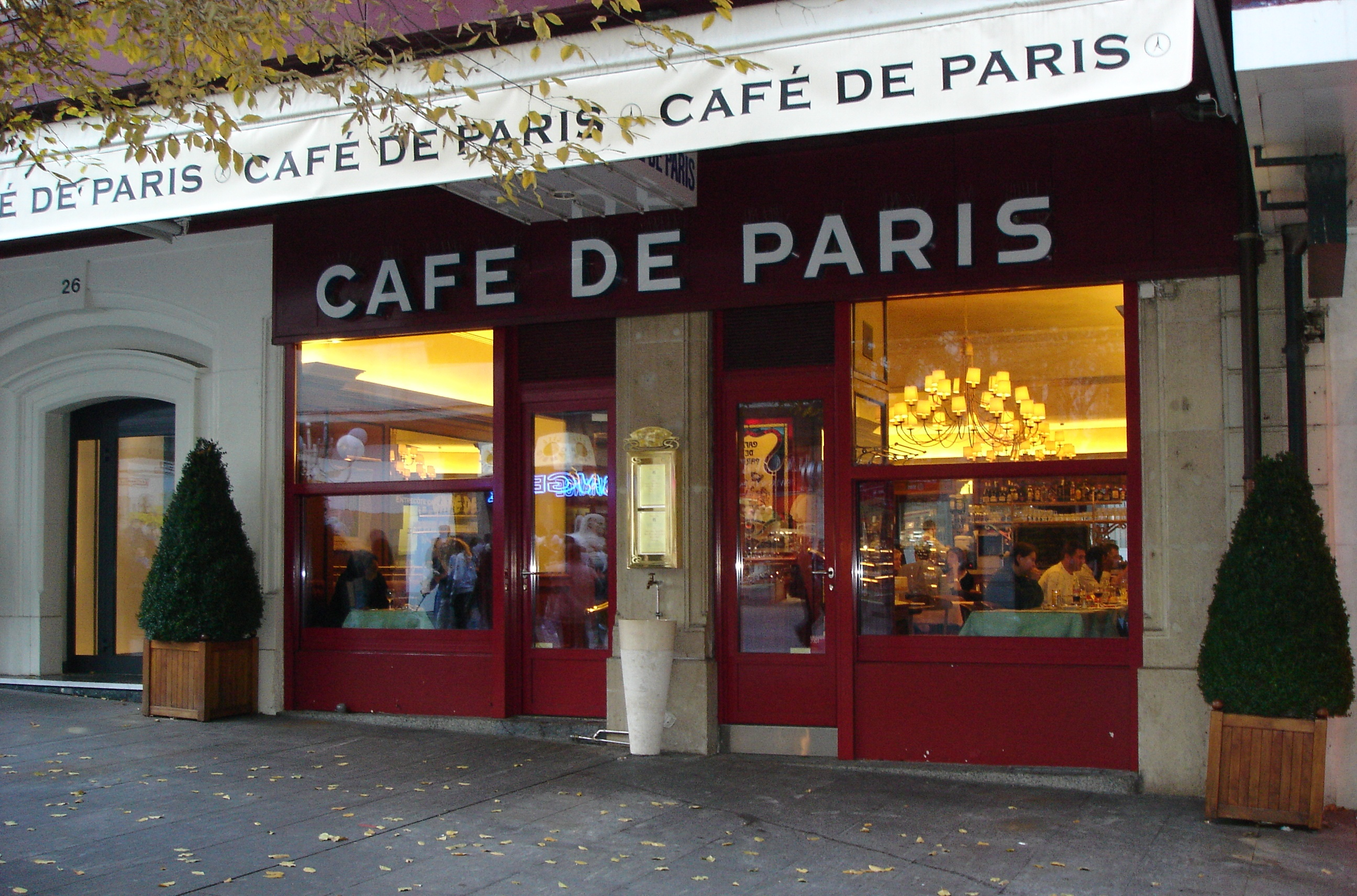
La brasserie du Café de Paris, à Genève.

Le beurre Café de Paris a été popularisé dans les années 1940, par la brasserie Café de Paris, au 26, rue du Mont-Blanc à Genève, alors tenue par Arthur-François  « Freddy » Dumont, dont l'entrecôte Café de Paris reste la spécialité. La brasserie attribue les origines de la recette à M. Boubier, propriétaire du Restaurant du Coq d’Or et beau-père de Freddy Dumont, dans les années 1930.
La brasserie, aujourd'hui nommée Chez Boubier-Café de Paris, proposa alors un plat unique composé d'une entrecôte de bœuf accompagnée de frites fraîches, d'une salade, et garnie du beurre Café de Paris. Aujourd'hui, d'autres restaurants franchisés le servent : Chez Boubier-Café de Paris à Sion, Doha, Abu Dhabi, Dubaï, Madrid et Riyad, et le Café restaurant de l'Union à Isérables. Le Café de Paris à Lausanne, qui servait également ce plat, a fermé ses portes en 2017.
En 1981, le romancier canadien Paul Erdman, écrivait dans son best-seller The Last Days of America : « Nous sommes allés dans un restaurant près de la gare, au Café de Paris à Genève, qui a le meilleur beurre d'entrecôte de tous les endroits où l'on mange sur terre ».
Peu à peu, plusieurs restaurants dans le monde, notamment la chaîne de restaurants française L'Entrecôte ou le restaurant L'Entrecôte-Café de Paris à Casablanca au Maroc depuis 1984, ont repris le concept d'une formule brasserie à menu unique, proposant un plat avec une entrecôte servie accompagnée d'une variante de cette sauce.

## Ingrédients et préparation
Le plat ayant été repris depuis dans le monde entier, les recettes sont multiples et variées. La sauce est un roux et peut être fabriquée à partir des ingrédients les plus notables comme du beurre, des œufs, de la moutarde, du thym frais, du sel et du poivre. D'autres ingrédients peuvent être rajoutés comme de la marjolaine, de l'aneth odorant, du romarin, de l'estragon, de l'ail, du persil, de l'échalote, des anchois ou de la crème fraîche.
Une autre variante existe aussi plus connu sous le nom de beurre Café de Paris, fabriqué avec les mêmes ingrédients, mais présenté sous forme d'un beurre pommade. Cette sauce est fournie toute prête aux professionnels soit par le mélange d'épices, soit par des pots de beurre en pommade épicée à délayer dans de la crème fraîche.